# Línea C-1 (Cercanías Galicia)
La Línea C-1 de Cercanías Galicia, anteriormente denominada C-1f y F-1 (con la antigua FEVE), es una línea de cercanías de vía estrecha de la gestionada por Renfe Cercanías AM. La línea recorre los municipios de Ferrol, Narón, San Sadurniño, Moeche, Cerdido y Ortigueira. Discurre por el Ferrocarril de Ferrol a Gijón de Adif, catalogado como la línea 08-740 Pravia-Ferrol.

## Historia

### Línea Ferrol-Gijón
El Estado fue el encargado de realizar unas obras que pretendían unir Ferrol con Gijón siguiendo la costa cantábrica. El ferrocarril de vía estrecha llegó a la ciudad de Ferrol el 1 de febrero de 1962, tras concluirse el tramo Ferrol-Santa María de Mera. Este fue fue más tarde ampliado hasta Ortigueira el 7 de febrero de 1964. Finalmente, el 6 de septiembre de 1972, se abrió al tráfico la línea completa hasta Gijón. Culminaba de esa forma un proyecto casi interminable que se había iniciado en 1886.
La gestión de la estación y la explotación del servicio recayeron en manos de FEVE hasta que en 2013 la explotación fue atribuida a Renfe Operadora y las instalaciones a Adif.

## Explotación ferroviaria

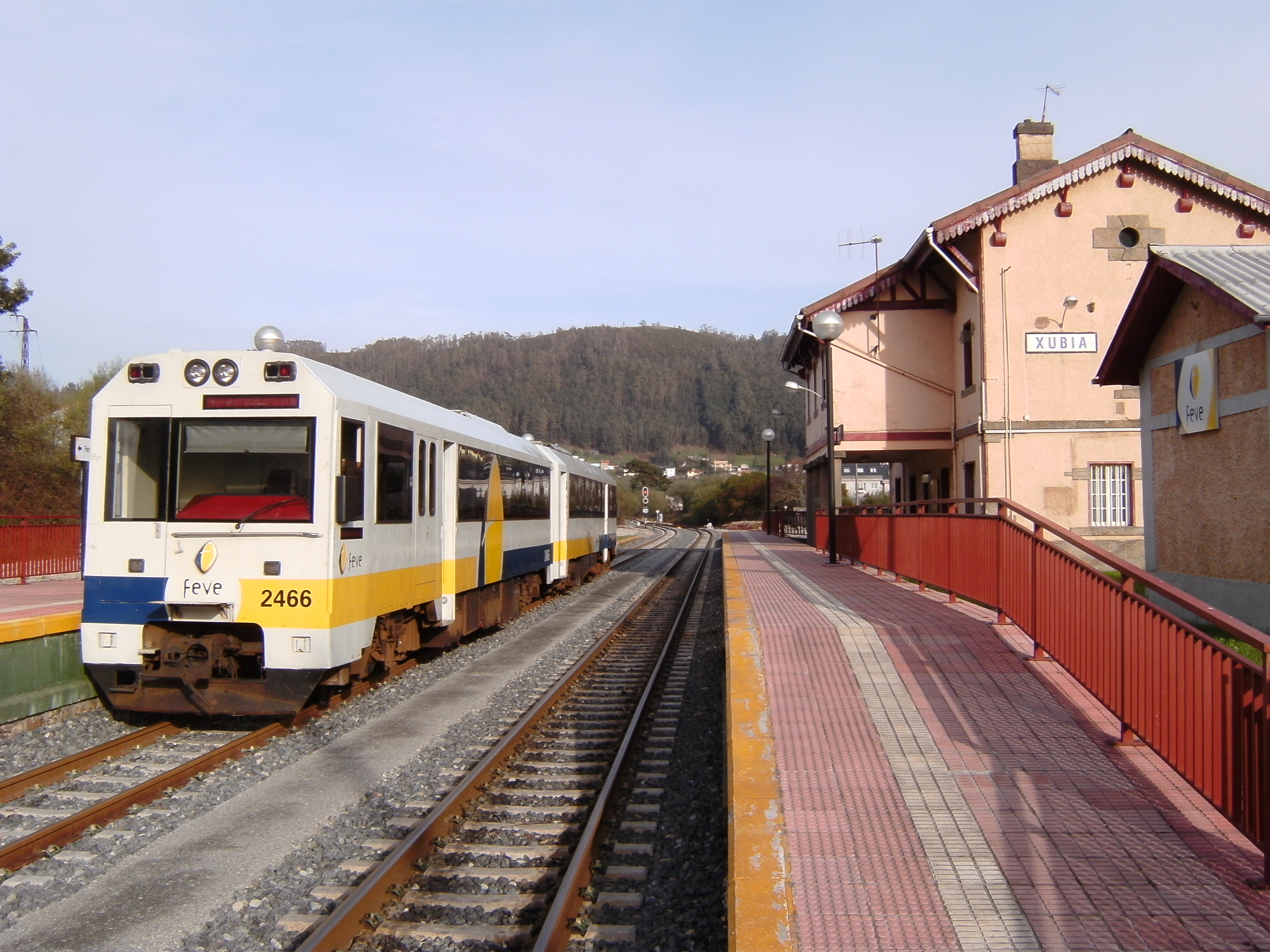
Tren de la Serie 2700 de FEVE en la estación de Jubia.

### Estaciones y correspondencias
| Esquema de la línea C-1f | Esquema de la línea C-1f | Esquema de la línea C-1f | Esquema de la línea C-1f | Esquema de la línea C-1f | Esquema de la línea C-1f |
| ------------------------ | ------------------------ | ------------------------ | ------------------------ | ------------------------ | ------------------------ |
| Municipio                | Zona                     | Nombre de estación       |                          | Correspondencia          |                          |
| Ferrol                   | 1                        | Ferrol                   | ■                        | \| · \|                  |                          |
| Ferrol                   | 1                        | San Xoán                 | •                        |                          |                          |
| Narón                    | 1                        | Virxe do Mar             | •                        |                          |                          |
| Narón                    | 1                        | Santa Cecilia            | •                        |                          |                          |
| Narón                    | 1                        | Alto del Castaño         | •                        |                          |                          |
| Narón                    | 1                        | Piñeiros                 | •                        |                          |                          |
| Narón                    | 1                        | Ponto                    | •                        |                          |                          |
| Narón                    | 1                        | Jubia                    | ■                        | \|                       |                          |
| Narón                    | 1                        | Ferrerías                | •                        |                          |                          |
| Narón                    | 1                        | Sedes                    | •                        |                          |                          |
| Narón                    | 1                        | Pedroso                  | •                        | Bus urbano               |                          |
| Narón                    | 2                        | Pedroso                  | •                        | Bus urbano               |                          |
| San Saturnino            | San Saturnino            | ■                        | \|                       |                          |                          |
| San Saturnino            | Lamas                    | •                        |                          |                          |                          |
| Moeche                   |                          |                          |                          |                          |                          |
| Apalla                   | •                        |                          |                          |                          |                          |
| Moeche                   | ■                        |                          |                          |                          |                          |
| Moeche                   | ■                        | 3                        |                          |                          |                          |
| Labacengos               | •                        |                          |                          |                          |                          |
| Entrambasrías            | •                        |                          |                          |                          |                          |
| Cerdido                  | Cerdido                  | ■                        | \|                       |                          |                          |
| Cerdido                  | Cuqueira                 | •                        |                          |                          |                          |
| Cerdido                  | Cuqueira                 | •                        | 4                        |                          |                          |
| Ortigueira               | Santa María de Mera      | •                        |                          |                          |                          |
| Ortigueira               | Ponte de Mera            | ■                        | \|                       |                          |                          |
| Ortigueira               | San Claudio              | •                        | Bus urbano               |                          |                          |
| Ortigueira               | Senra                    | •                        |                          |                          |                          |
| Ortigueira               | Ortigueira               | ■                        |                          |                          |                          |

### Frecuencias
El contrato de OSP entre el Ministerio de Transportes, Movilidad y Agenda Urbana y Renfe Operadora establece una oferta comercial de 26 circulaciones diarias en días laborables, de los cuales 6 solo han de llegar hasta Jubia y 12 hasta San Sadurniño. Se reparten aproximadamente en un intervalo de paso de un tren cada 30 minutos hacia Jubia, 60 hacia San Sadurniño y 2 horas hacia Ortigueira. La frecuencia se reduce significantemente los fines de semana y festivos.
Algunos de los trenes que llegan hasta Ortigueira son en realidad regionales cadenciados de las líneas  o , los cuales omiten las paradas menores de la línea. Las frecuencias están muy limitadas por la vía única de todo el trayecto, que determina las frecuencias.

Mapa de la línea C-1f

| Línea | Ferrol | Jubia | San Sadurniño | Ortigueira |
| ----- | ------ | ----- | ------------- | ---------- |
|       | 07:25  | 07:38 | 07:51         |            |
|       | 07:53  | 08:05 |               |            |
|       | 08:20  | 08:32 | 08:46         | 09:38      |
|       | 08:55  | 09:07 |               |            |
|       | 09:35  | 09:47 | 10:01         | 10:52      |
|       | 10:45  | 10:57 | 11:11         | 12:03      |
|       | 11:45  | 11:57 |               |            |
|       | 12:25  | 12:37 | 12:50         |            |
|       | 13:00  | 13:12 | 13:27         | 14:19      |
|       | 14:20  | 14:32 | 14:46         |            |
|       | 14:45  | 14:57 | 15:10         | 16:01      |
|       | 15:30  | 15:42 | 15:56         | 16:47      |
|       | 16:25  | 16:38 | 16:50         |            |
|       | 18:10  | 18:22 | 18:35         |            |
|       | 19:05  | 19:17 | 19:31         | 20:24      |
|       | 20:05  | 20:16 | 20:30         | 21:22      |
|       | 21:20  | 21:32 | 21:45         |            |

### Servicios
Determinadas estaciones cuentan con control de acceso y máquinas autoventa o con taquilla para la venta de billetes. Las demás cuentan únicamente con escáneres de monedero, por lo que sólo se puede pagar con Tarxeta Metropolitana, de crédito, o billetes Renfe.
El uso de la Tarxeta sólo es válido en los términos municipales de Ferrol y Narón

### Material rodante
El servicio se opera con unidades diésel de la serie 2700.